# بريجيت أوبيرت
بريجيت أوبيرت (بالفرنسية: Brigitte Aubert)‏ هي كاتبة سيناريو ومنتجة أفلام وكاتبة للأطفال وكاتِبة فرنسية، ولدت في 17 مارس 1956 في كان في فرنسا.